# Gabriela Vránová

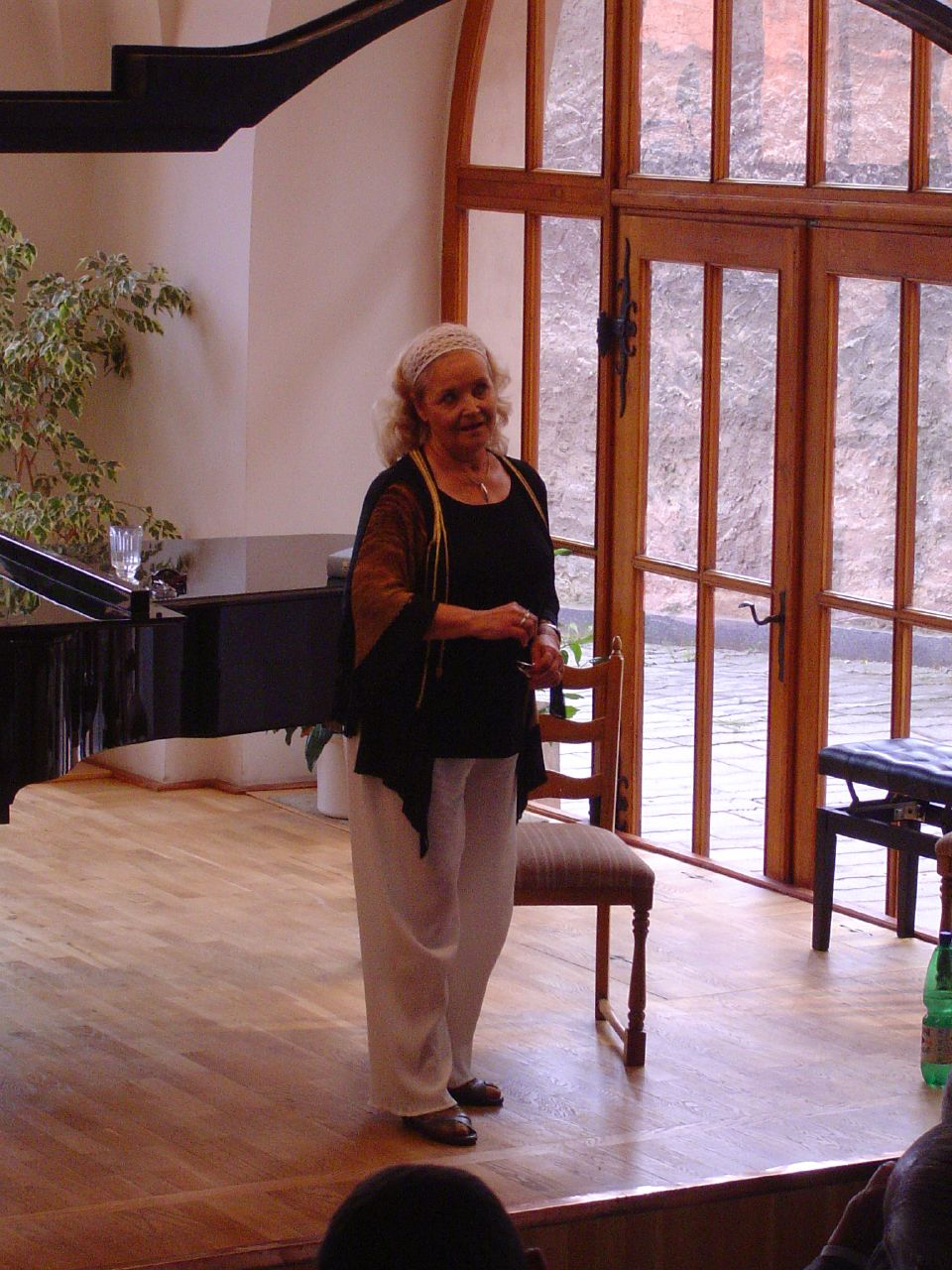

Gabriela Vránová (* 27. Juli 1939 in Nové Mesto nad Váhom; † 16. Juni 2018 in Prag) war eine tschechische Filmschauspielerin und Theaterlehrerin, sowie langjähriges Mitglied des Prager Theaters Divadlo na Vinohradech.

## Leben
Vránová wurde in Nové Mesto nad Váhom in eine Lehrerfamilie geboren und verbrachte ihre Kindheit in Brünn. Nach ihrem Abschluss an der Janáček-Akademie für Musik und Darstellende Kunst Brünn (JAMU) im Jahr 1960 arbeitete sie zunächst zwei Jahre am Mährisch-Schlesischen Nationaltheater in Ostrava, dann auf Einladung des Regisseurs Luboš Pistorius am Prager Theater in Vinohrady, wo sie von 1962 bis 2004 und von 2012 bis 2016 aktiv war.
Sie wirkte in einer Reihe von Film- und Fernsehproduktionen mit. 2004 erhielt sie den František Filipovský-Preis für ihre Arbeit im Synchronisieren. Ab 1974 unterrichtete sie zeitweise am Prager Konservatorium.
Mit ihrem zweiten Ehemann, dem Gymnasialprofessor für Mathematik Jiří Kepka, brachte sie 1969 ihren Sohn Ondřej Kepka zur Welt.
Sie starb am 16. Juni 2018 im Alter von 78 Jahren und wurde in Vinohrady beerdigt.

## Filmografie (Auszug)
- 1961: Haus ohne Sonne (Kde řeky mají slunce)
- 1961: Vater gesucht (Hledá se táta)
- 1963: Tři veteráni
- 1963: Tchyně
- 1965: Dívka a smrt
- 1968: Vernunftehen (Sňatky z rozumu, Fernsehserie, 3 Folgen)
- 1971: Pohádky z tisíce a jedné noci
- 1971: Konfrontace
- 1974: Dům Doni Bernardy
- 1975: Chalupáři (Fernsehserie, 6 Folgen)
- 1977: Wie man einem Wal den Backenzahn zieht (Jak vytrhnout velrybĕ stoličku)
- 1978: Hopp...! Und ein Menschenaffe ist da (Hop – a je tu lidoop)
- 1985: Rozpaky kuchaře Svatopluka (Fernsehserie, 5 Folgen)
- 1989: Sedm bílých plástů
- 1996: O princi Truhlíkovi
- 2004: Náměstíčko
- 2009: Oběti: Karambol
- 2015: Stopy života
- 2015–2016: Doktoři z Počátků (Fernsehserie, 7 Folgen)